# Internationales Dokumentarfilmfestival München 2024

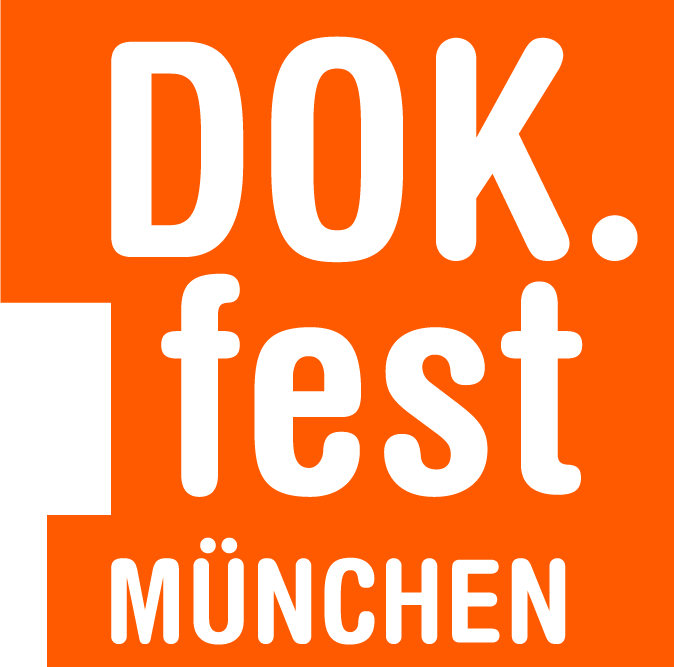

Das 39. Internationale Dokumentarfilmfestival München (auch DOK.fest) fand vom 1. bis 12. Mai 2024 in Münchner Kinos statt. Es wurden 109 Dokumentarfilme aus 51 Ländern gezeigt. Die online-Ausgabe fand vom 6. bis 20. Mai statt.

## Allgemein

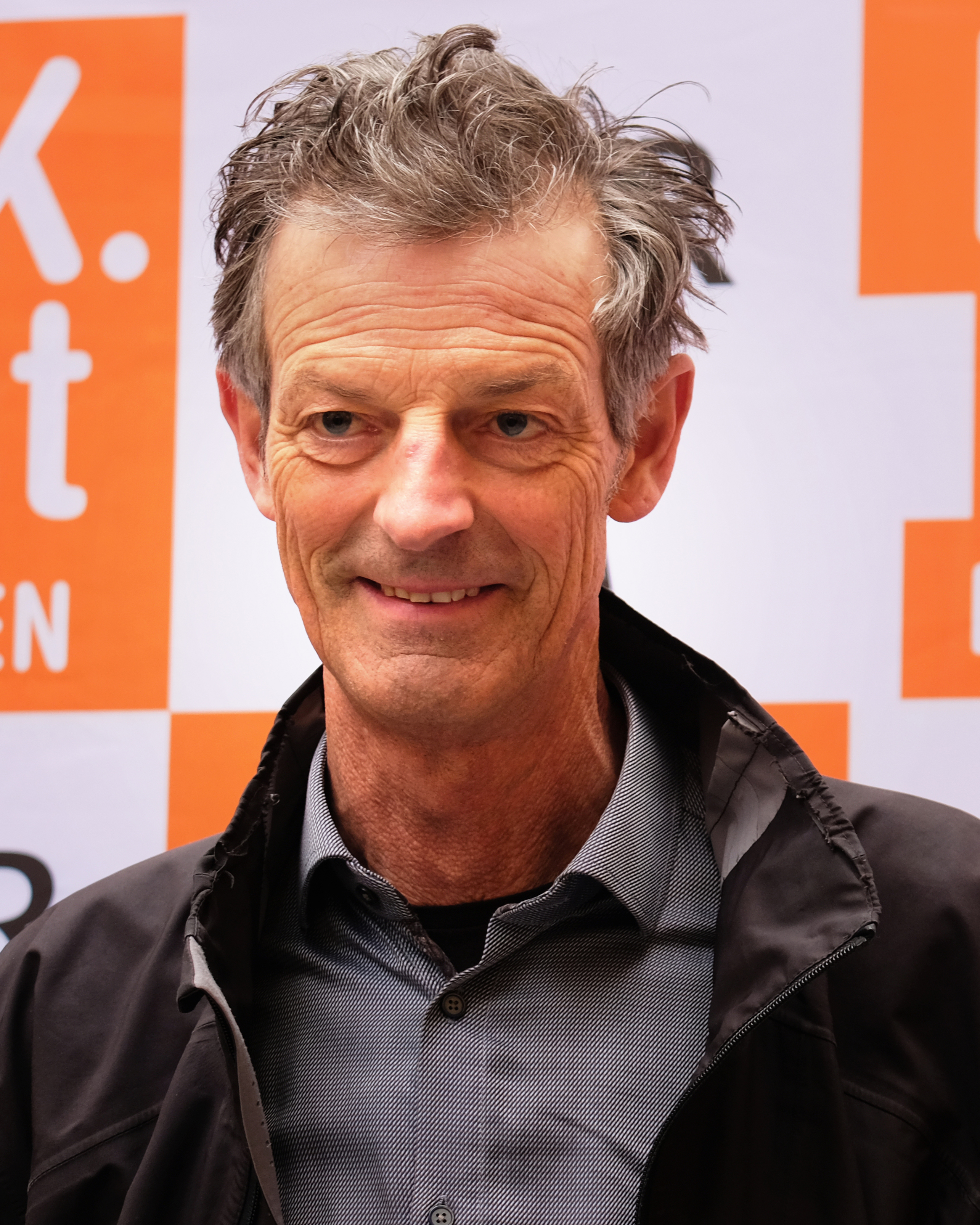
Festivalleiter Daniel Sponsel

Rund 35.000 Menschen besuchten DOK.fest in den Kinos und weitere 19.000 Mal wurden die streambaren Filme abgerufen. Die Gesamtzahl von 54.000 Besuchern ist etwas niedriger als 2023 mit 56.000, allerdings wurden auch 20 Filme weniger gezeigt. Der Bayerische Rundfunk war mit vier Produktionen vertreten.
Nach eigenen Angaben gab es 28 Weltpremieren, 10 internationale Premieren und 45 Deutschlandpremieren.

## Spielorte
Die folgenden Kinos und Veranstaltungsorte zeigten Filme: Pasinger Fabrik, Neues Maxim, Neues Rottmann, Amerikahaus, Deutsches Theater, Staatliches Museum Ägyptischer Kunst, Hochschule für Fernsehen und Film, NS-Dokumentationszentrum, City/Atelier Kinos, Pinakothek der Moderne, Literaturhaus, Filmmuseum, Instituto Cervantes, Ruffinihaus, Kammerspiele, Bellevue di Monaco, Gasteig HP8, Einstein 28 und Rio Filmpalast.

## VIKTOR DOK.international Main Competition
Jōhatsu – Die sich in Luft auflösen (Johatsu – Into Thin Air), Regie: Andreas Hartmann, Arata Mori
- nominiert:
  - A Wolfpack Called Ernesto, Regie: Everardo González
  - E.1027 – Eileen Gray and the House by the Sea Regie: Beatrice Minger, Christoph Schaub
  - Gefährlich nah – Wenn Bären töten, Regie: Andreas Pichler
  - Just Hear Me Out, Regie: Małgorzata Imielska
  - Life and Other Problems, Regie: Max Kestner
  - Malqueridas, Regie: Tana Gilbert
  - Mina and the Radio Bandits, Regie: Kari Anne Moe
  - The Basement, Regie: Roman Blazhan
  - The Black Garden, Regie: Alexis Pazoumian
  - Watching You – Die Welt von Palantir und Alex Karp, Regie: Klaus Stern
  - Where We Used to Sleep, Regie: Matthäus Wörle

## VIKTOR DOK.deutsch Wettbewerb
Zwischen uns Gott, Regie: Rebecca Hirneise
- nominiert:
  - 24 Stunden, Regie: Harald Friedl
  - Archiv der Zukunft Regie: Joerg Burger
  - Bergfahrt, Regie: Dominique Margot
  - Dann gehste eben nach Parchim – Von der Leidenschaft des jungen Theaters, Regie: Dieter Schumann
  - Der Unternehmer, das Dorf und die Künstler, Regie: Marcelo Busse, Julia Suermondt
  - Die guten Jahre, Regie: Reiner Riedler
  - Jenseits von Schuld, Regie: Katharina Köster, Katrin Nemec
  - Tell Them About Us, Regie: Rand Beiruty
  - Trust Me, Regie: Joanna Ratajczak

## VIKTOR DOK.horizonte Competition
Kamay, Regie: Ilyas Yourish, Shahrokh Bikaran
- nominiert:
  - And So It Begins, Regie: Ramona S. Diaz
  - Daughter of Genghis, Regie: Kristoffer Poulsen, Christian Als
  - Die Vision der Claudia Andujar, Regie: Heidi Specogna
  - Donga, Regie: Muhannad Lamin
  - Flickering Lights, Regie: Anupama Srinivasan, Anirban Dutta
  - Omi Nobu – The New Man, Regie: Carlos Yuri Ceuninck
  - Los Últimos, Regie: Sebastián Peña Escobar
  - Our Land, Our Freedom, Regie: Zippy Kimundu, Meena Nanji
  - Ozogoche, Regie: Joe Houlberg Silva

## megaherz Student Award
Hausnummer Null, Regie: Lilith Kugler
- nominiert:
  - 33’ 66°, Regie: Matteo Sanders
  - Bis hierhin und wie weiter, Regie: Felix Maria Bühler
  - Echoes From Borderland, Regie: Lara Milena Brose
  - Mañana Sol, Regie: Denis Pavlovic
  - Mannschaft, Regie: Tobit Kochanek
  - Remember, Broken Crayons Color Too, Regie: Urša Kastelic, Shannet Clemmings
  - Restoration, Regie: Gudrun Gruber
  - The Silence of 600 Million Results, Regie: Sophie Lahusen

## Weitere Preise
FFF-Förderpreis Dokumentarfilm: Exile Never Ends, Regie: Bahar Bektaş
Publikumspreis: Jenseits von Schuld, Regie: Katharina Köster, Katrin Nemec
Deutscher Dokumentarfilm-Musikpreis: Atena Eshtiaghi für My Stolen Planet, Regie: Farahnaz Sharifi
DOK.edit Award: Yaël Bitton und Károly Szalai für Kix, Regie: Bálint Révész, Dávid Mikulán
VFF Dokumentarfilm-Produktionspreis: Oliver Stoltz Land der verlorenen Kinder, Regie: Juan Camilo Cruz, Marc Wiese
Preis der SOS-Kinderdörfer weltweit: A New Kind of Wilderness, Regie: Silje Evensmo Jacobsen

## Filmmaking in Exile
- Belarus 23.34, Regie: Tanya Svirepa
- Chasing the Dazzling Light, Regie: Yaser Kassab
- Exile Never Ends, Regie: Bahar Bektaş
- Shahid, Regie: Narges Kalhor
- My Stolen Planet, Regie: Farahnaz Sharifi

## DOK.focus Democrazy
- Democrazy Noir, Regie: Connie Field
- Fragmente aus der Provinz, Regie: Martin Weinhart
- Norwegian Democrazy, Regie: Bård Kjøge Rønning
- Of Caravan and the Dogs, Regie: Askold Kurov
- Projekt Ballhausplatz, Regie: Kurt Langbein

## Hommage Petra Lataster-Czisch und Peter Lataster
- IF We Knew
- Jeroen, Jeroen
- Miss Kiet’s Children
- Not Without You
- Tales of a River

## DOK.network Africa
- Das leere Grab, Regie: Agnes Lisa Wegner, Cece Mlay
- Der neue gute Deutsche, Regie: Peter Heller
- Our Land, Our Freedom, Regie: Zippy Kimundu, Meena Nanji
- This Is My Moment, Regie: Lieven Corthouts

## DOK.panorama
- A Shepherd, Regie: Louis Hanquet
- At This Moment, in The Nation’s Sky, Regie: Sandra Kogut
- Binu: A Tow Stars Story, Regie: Guillem Cabra, Mar Clapés
- Eternal You – Vom Ende der Endlichkeit, Regie: Hans Block, Moritz Riesewieck
- Fakir, Regie: Roman Ďuriš
- Fighting Demons With Dragons, Regie: Camilla Magid
- Hollywoodgate, Regie: Ibrahim Nash’at
- Forest, Regie: Lidia Duda
- Kix, Regie: Bálint Révesz, Dávid Mikulán
- Land der verlorenen Kinder, Regie: Camilo Cruz, Marc Wiese
- Made In England: The Films of Powell and Pressburger, Regie: David Hinton
- Monisme, Regie: Riar Rizaldi
- Patrīcija, Regie: Dāvids Ernštreits, Inese Kļava
- Pol Pot Dancing, Regie: Enrique Sánchez Lansch
- Silent Trees, Regie: Agnieszka Zwiefka
- The Andersson Brothers, Regie: Johanna Bernhardson
- The Flats, Regie: Alessandra Celesia
- The Pickers, Regie: Elke Sasse
- The Writer In The Trees, Regie: Duccio Chiarini

## Best of Fests
- A New Kind of Wilderness, Regie: Silje Evensmo Jacobsen
- Amor, Regie: Virginia Eleuteri Serpieri
- Body, Regie: Petra Seliškar
- Catching Fire: The Story of Anita Pallenberg, Regie: Alexis Bloom, Svetlana Zill
- Die Anhörung, Regie: Lisa Gerig
- Echo of You, Regie: Zara Zerny
- Einhundervier, Regie: Jonathan Schörnig
- Fairy Garden, Regie: Gergö Somogyvári
- Henry Fonda for President, Regie: Alexander Horwath
- I’m Not Everything I Want To Be, Regie: Klára Tasovská
- Machtat, Regie: Sonia Ben Slama
- Snajka: Diary of Expectations, Regie: Tea Vidović Dalipi
- Tehachapi, Regie: JR

## DOK.music
- A Hip Hop Minute, Regie: Pascal Garnier
- Joana Mallwitz – Momentum, Regie: Günter Atteln
- Let The Canary Sing, Regie: Alison Ellwood
- Misty – The Erroll Garner Story, Regie: Georges Gachot
- Omar And Cedric: If This Ever Gets Weird, Regie: Nicolas Jack Davies

## Münchner Premieren
- 2Unbreakable, Regie: Maike Conway
- Disco Fox, Regie: Carmen Kirchweger
- Doris Dörrie – Die Flaneuse, Regie: Sabine Lidl
- Elf Mal Morgen: Berlinale Meets Fußball, Regie: Maximilian Bungarten et al
- Filmstunde_23, Regie: Jörg Adolph, Edgar Reitz
- Heute ist das Gestern von morgen, Regie: Jonas Neumann
- Im Land der Wölfe, Regie: Ralf Bücheler
- Waldkinder, Regie: Maximilian Plettau

## Weitere
- Nawalny, Regie: Daniel Roher (In Memoriam)
- Alles gehört zu dir, Regie: Mani Pham Bui, Hien Nguyen (DOK.education)
- Freddy – Ich tauche nach Geisternetzen, Regie: Bernadette Hauke (DOK.education)
- Safiya – The Movie, Regie: Huibert Van Wijk (DOK.education)